# 준빌
준빌(Zunbil)은 서기 7세기부터 9세기까지 힌두 쿠시 산맥 남쪽의 자불리스탄(오늘날의 아프가니스탄 남부) 지역을 다스린 왕조이다.
에프탈 출신의 왕조가 약 680년경에 수립하여 사파르 왕조에 정복당한 870년까지 다스렸다. 준빌 왕조는 수도 카불에서 에프탈 왕국 남부를 통치하던 튀르크 샤히 통치자(바르하 테긴 또는 테긴 샤)의 형인 루트빌(튀르크어로 Iltäbär)에 의해 세워졌다. Tarikh al-Tabari와 Tarikh-i Sistan과 같은 아랍측 자료에서는 준빌인들이 튀르크족 군사들을 가지고 있다고 설명하고 있으나, 여기서 "튀르크"라는 용어는 부정확하고 느슨한 의미로 쓰였다고 지적된다.
그들의 영토에는 현대 아프가니스탄 남서부의 자란즈 시와 북동부의 카불리스탄 사이의 지역이 포함되었으며, 자민다와르와 가즈니를 수도로 하였다. 때때로 남쪽에서는 때때로 라흐와드와 보스트에 이르는 영토를 통치했다.
'준빌'이라는 칭호는 중세 페르시아어로 '정의를 베푸는 자 준'을 뜻하는 Zūn-dātbar에서 유래하였다. 지리적 이름인 '자민다와르'도 중세 페르시아어의 'Zamin-i dātbar'(정의를 베푸는 자의 땅)에서 유래한 말을 반영한다.

## 종교
이 공동체가 어떤 신앙을 가지고 있었는지는 잘 연구되지 않았다. 1915년 Marquarts와 de Groots에 의하면, 중국 사료에서는 그 왕이 황금 물고기 머리가 있는 왕관을 썼고 소그드인과 관련이 있었다고 전한다. 준 사원은 큰 물고기 뼈대가 전시된 것이 눈에 띄는데, 이는 관련된 상업의 신을 나타내는 것으로 보인다. Marquarts는 준빌이 숭배한 태양신 "준"이 힌두교의 아디티야(수리야)와 관련되어 있을 수 있다고 말한다. 그러나 Shōshin Kuwayama에 따르면 힌두 신 수리야를 숭배하는 집단과 준을 믿는 집단 사이에는 명확한 구분이 있었다. 이는 수리야와 준교를 믿는 이들 간의 갈등으로 드러나며, 결국 준교를 믿는 사람들이 카피사에서 자불리스탄으로 남쪽으로 이주하게 되었다. André Wink에 따르면 준교의 신은 주로 힌두교 신이었지만 티베트의 불교 이전의 종교 및 왕조 관습(뵌교)과 유사점이 발견되며 의식에서는 조로아스터교의 영향도 보인다. H. Schaeder, N. Sims-William과 같은 다른 학자들은 이를 주르반과 연결지었다.